# Neuroekonomi
Neuroekonomi, en tvärvetenskaplig disciplin som undersöker mekanismerna bakom de beslut människor tar. Behovet av denna tvärvetenskap i gränslandet mellan natur och kultur illustreras till exempel med att personer sällan beter sig rationellt i experiment som bygger på spelteorin.
Andra tvärvetenskapliga forskningsområden som förenar naturvetenskap och kulturvetenskap är till exempel humanetologi.